# Е Цзяньчунь
Е Цзяньчунь (кит. 叶建春, род. июль 1965, Чжоунин, Фуцзянь) — китайский государственный и политический деятель, губернатор провинции Цзянси с 21 октября 2021 года.
Член Центрального комитета Компартии Китая 20-го созыва.

## Биография
Родился в июле 1965 года в уезде Чжоунин городского округа Ниндэ, провинция Фуцзянь.
В 1980 году поступил в Восточно-китайский институт водного хозяйства (позднее преобразованный в Университет Хохай), по окончании которого в 1984 году получил диплом по специальности «водное хозяйство и строительство в гидроэнергетике». В августе 1984 года принят в Шанхайский институт научных исследований и проектной деятельности, где в течение следующих 19 лет прошёл трудовой путь от рядового сотрудника до директора Института. В декабре 1985 года вступил в Коммунистическую партию Китая.
С июня 2005 года — в Министерстве водного хозяйства КНР, в котором занимал должности главы управления бассейна озера Тайху (2005—2016), заведующего финансовым отделом (2016—2017), заместителя министра (2017—2021). Основной пост замминистра совмещал с должностями первого заместителя главы Национального штаба по борьбе с наводнениями и засухой (2017—2020) и заместителя министра по управления чрезвычайными ситуациями (2018—2020).
В феврале 2021 года направлен в региональную политику на пост заместителя секретаря парткома КПК провинции Цзянси. В октябре 2021 года вступил в должность секретаря партбюро КПК Народного правительства Цзянси, в том же месяце назначен временно исполняющим обязанности губернатора провинции. Утверждён в должности губернатора решением очередной сессии Собрания народных представителей провинции Цзянси.